# Де Жесюит

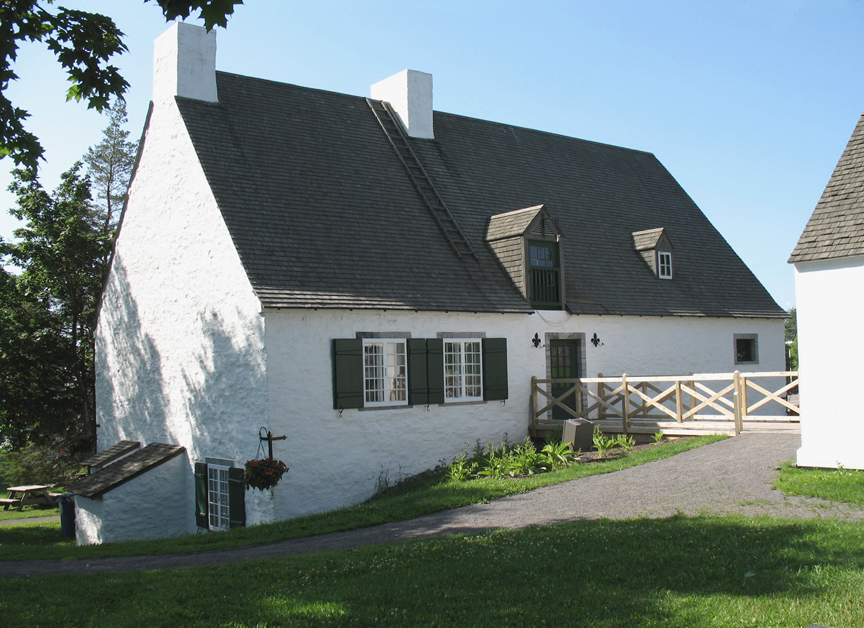
Мельница иезуитов в округе Де Жесюит, район Шарльбур, Квебек

Де Жесюит — округ в районе Шарльбур в городе Квебек, в Канаде. Название местности дали иезуиты, некогда владевшие этими землями. Здесь находилось их поместье, построенное в 1740 году. 19 февраля 2008 года состоялось официальное утверждение названия округа.
Территория округа включает в себя весь район, расположенный между бульваром Анри-Бурасса и бульваром дю Луар, к югу от Дан-Талон. Полностью урбанизирован.
В Совете Квебека округ представлен как Сен Родриг. Советник — место вакантно.

## Главные улицы
- Бульвар Анри Бурасса;
- Бульвар Людовика XIV;
- Шоссе Фелис-Леклерк;
- Бульвар дю Луар;

## Парки и зоны отдыха
- Парк Гийом-Матьё;
- Парк Де ла Монтань-де Рош.

## Культовые сооружения
- Церковь Святого Иеронима;[3]
- Монастырь Сент-Мари-де-Анж (Богоматери Ангельской).

## Торговые центры
- Торговый центр Каррфур-Шарльбур.

## Школы и центры образования
- Начальная школа Гийом-Матьё;
- Начальная школа дю Рушер.

## Другие известные здания
- Мельница иезуитов.